# Manio Giovenzio Talna
Manio Giovenzio Talna (latino: Manius Iuventius Thalna) (fl. II secolo a.C.) è stato un politico romano.

## Biografia
Figlio di un Lucio, che era stato legato in Spagna sotto il comando dell'allora pretore Calpurnio Pisone, Manio divenne tribuno della plebe nel 170 a.C.; con il collega Gneo Aufidio accusò il pretore Gaio Lucrezio circa la sua condotta tirannica ed oppressiva in Grecia.
Nel 167 a.C. egli stesso divenne pretore ed ottenne la iurisdictio inter peregrinos; lo stesso anno si appellò al popolo per dichiarare la guerra contro Rodi, nella speranza di averne il comando supremo. Ma non si era precedentemente consultato con il Senato e la sua proposta ebbe la veemente opposizione dai tribuni Marco Antonio e Marco Pomponio.
Nel 163 a.C. fu eletto console con Tiberio Sempronio Gracco e gli fu affidata la campagna militare contro i corsi che si erano ribellati, campagna che fu conclusa vittoriosamente in breve tempo. Per riconoscenza il Senato gli riconobbe l'onore di un pubblico ringraziamento; Manio Giovenzio fu travolto dalla felicità per tale riconoscimento, tanto che, mentre offriva un sacrificio agli dei, fu colpito da un attacco di cuore che lo uccise all'istante.